# Estela Davis
Estela Aurora Davis Garayzar (Loreto, 29 de marzo de 1935-La Paz, 2023) fue una escritora, historiadora, promotora turística y cultural.

## Biografía
Fue una de las primeras narradoras y rescatista de las tradiciones culturales de Baja California Sur, firmaba su obra bajo el nombre de Estela Davis.
La mayor parte de su obra está ambientada en los escenarios que conforman la cotidianidad de la vida en la península, en especial en la localidad de Loreto. 
Es de su autoría la primera novela sud californiana escrita y publicada formalmente; además, apoyó la obra de otras mujeres creadoras a través de proyectos literarios diversos, como la conformación de revistas y antologías de narrativa y poesía.

## Trayectoria
Fue fundadora de la Asociación de Escritores Sub californianos. Siendo presidenta y representante de la asociación por años; con ello confirmó su compromiso por la difusión y promoción literaria del estado.
Se formó en la literatura gracias a los cursos impartidos por reconocidos escritores de todo el país desde principios de los años setenta hasta inicios de los dos mil.
Creadora de la revista La Mala Mujer, que a pesar de haber tenido pocos números, es reconocida como un importante espacio de difusión para la obra de las escritoras emergentes del estado.
Además de dedicarse a las letras, Estela Davis desempeñó los cargos de empleada de la delegación de gobierno de Baja California, sub gerente del hotel Club Deportivo de Vuelos y gerente de compras y jefe de personal en el hotel Playas de Loreto. Ocupó diversos cargos importantes en la empresa Aeronaves de México. En el ámbito público, fue gerente de distrital de Aeroméxico y posteriormente, Directora de Fomento Turístico Municipal y Delegada de Turismo Estatal en Loreto. 
Escribió para diarios sudcalifornianos como Eco de California, Baja California News, Semanario Sur, Diario Peninsular, El forjador y El sudcaliforniano, y para algunas revistas del estado: Índice político, Compás y formó parte de la Revista COBACH por 40 años, de 1965 a 2005. 

## Premios y reconocimientos
- Ganadora del concurso nacional de cuento (1999)
- Ganadora del concurso nacional de cuento (2000)
- Medalla del Congreso del Estado de BCS: María Dionisia Villavino Espinoza. (2006)

## Obra

### Revistas
- La mala mujer.

#### Colaboraciones a nivel nacional
- Excelsior de 1960 a 1964.
- Siempre! de 1960 a 1964.
- Claudia en 1991.

##### Antologías
- A sus libertades alas. Antología de escritores sudcalifornias (2007)
- Historia General de Baja California Sur III: Región, Sociedad y Cultura (2004)

###### Trabajos de investigación histórica
- Memorias de las Jornada de Literatura Regional  (1º, 2º y 3º) 1997.
- Memorias IVJornada de Literatura Regional (1998)
- Two Lines Journal of Translations. Center for Art in Translation  2003
- El alojamiento en Baja California Sur (1998, investigación histórica)

###### Narrativa
- La perla del Mojón y otros relatos (1997 y 2012)
- Cuentos de aquí y de allá (2001)
- Cinco días circulares (2005, novela, con una reciente segunda edición)
- Ahorita Vengo, cuento de LPM publicado en la revista Ventana Abierta de la Universidad de Santa Bárbara  2005.
- Cuando salga el sol (2011, cuentos)
- Tras la huella de José María Mata (2012, investigación histórica)
- Retazos históricos y evocación de Loreto (2014, investigación histórica)
- Conversaciones y memorias (2017)